# Celestino Piaggio
Celestino Piaggio (Concordia, 20 de diciembre de 1886 - Buenos Aires, 26 de octubre de 1931) fue un compositor, director de orquesta y pianista argentino. Estudió en la Schola Cantorum de París. Murió en Buenos Aires a la edad de 44 años. 

## Biografía
Celestino era hijo de Víctor (o Victorio) Piaggio y Luisa Monti, quienes tuvieron nueve hijos, de los cuales 6 se destacaron en la música: Víctor, Celestino, Leónidas, Amelia, Leonor y Elsa.
Celestino junto con su hermana pianista Elsa, con quien grabó un álbum con obras para piano de Ernesto Drangosch y Manuel Gómez Carillo.

## Obra
- Minuetto en mi bemol para piano, 1901
- Los días, 7 miniaturas para piano, 1902
- Miniatura para conjunto de cuerdas, 1903
- Hoja de álbum para violín y conjunto de cuerdas, 1903
- Andantino para conjunto de cuerdas, 1904
- Gavotta para conjunto de cuerdas, 1904
- Miniatura para piano, 1904
- Página gris para piano, 1904
- Bagatela para piano, 1904
- Humorística para piano, 1904
- Arabescos para piano, 1905
- La urna, canción, texto de Alberto Williams, 1905
- Yo no lo sé, canción 1905
- Danza para conjunto de cuerdas, 1905
- Madrigal para piano y voz, 1905
- Trois mélodies textos de Tristan Klingsor, Jacques Normand ySully Prudhomme, 1907
- Taisons-nous, canción, 1907
- Les marionnettes, canción, texto de Tristán Klingsor, 1908
- Chanson des belles, texto de Tristán Klingsor, 1911
- Sonata en do sostenido menor para piano, 1912–13
- Obertura en do menor para orquesta, 1913–14
- Sinfonía, 1915
- Tonada para piano, 1915
- Trois mélodies textos de André Suarès, 1915–17
- Lourde, lourde était mon âme, canción, texto de André Suarés, 1916
- Stella matutina, canzona, texto de André Suarés, 1918
- Homenaje a Julián Aguirre para piano, 1925